# Садукеї
Садуке́ї (грец. Σαδδουκαῖοι) — релігійно-політична течія з юдейської аристократично-священницької верстви у Юдеї в епоху Другого Храму (530 до н. е — 70 р.). Виділялася як одна з трьох давньоєврейських філософських шкіл, поряд з фарисеями та єсеями, що вийшли на перший план політичного життя в епоху Маккавеїв (з 167 р. до н. е.). Вони займали священницькі, військові й адміністративні посади, дотримуючись консервативної лінії в релігії та державі. Їх назвали садукеями — від імені Садок — далекого предка однієї зі священницьких родин.
Садукеї визнавали писаний закон Мойсея, та на противагу фарисеям відкидали «Закон усний», який обіймав незліченні приписи та передання, що нагромадились від законовчителів (Мт. 15:2, Мр. 7:3).
Про них відомо тільки з непрямих, других джерел, оскільки безпосередньо від них не лишилося жодних письмових свідчень. Йосип Флавій, Новий Завіт чи тогочасні рабини, згадують про них з різних приводів.

## Садукеї і фарисеї
Часто згадки про них є порівнянням з поглядами фарисеїв на ті чи ті питання юдейського закону, віри або укладу життя. Так Йосип Флавій у «Юдейській війні» повідомляє про фарисеїв, порівнюючи їх із садукеями, наступне: 
 З цих двох систем навчання видно, чим відрізнялися садукеї і фарисеї: перші приймали тільки писаний Закон, і через те що в нім не було ясно висловлено думку про воскресіння й загробне життя, вони їх заперечували (Мт. 22:23–33).

## Садукеї таСинедріон
У судах, за словами Йосипа Флавія, садукеї відрізнялися набагато більшою строгістю, ніж фарисеї. І з цього боку садукеї стояли на основі писаного біблійного закону, що застосовує смертну кару. Древній закон «око за око, зуб за зуб» садукеї тлумачили майже в буквальному сенсі, на противагу фарисеям, що розуміли його часто в сенсі грошової пені.
Первосвященник Каяфа, який головував у Синедріоні, що на нім було засуджено Христа, належав до секти садукеїв (Дії 4:6 та Дії 5:17). Член синедріону, фарисей Гамалиїл (колишній вчитель апостола Павла), виступив захисником апостола Петра проти своїх колег садукеїв, що вирішили засудити його до смертної кари.

## Кінець епохи садукеїв
Кінець епохи садукеїв часто пов'язують зі зруйнуванням Другого Храму у 70 році нашої ери. Однак неможливо провести таку історичну межу. Після цього періоду є відомі тексти рабинів, котрі вели дискусію з садукеями, тому можна припустити, що й після 70 року були групи юдеїв, які називалися садукеями.